# Wasserkraftwerk Salto Santiago
Das Wasserkraftwerk Salto Santiago (portugiesisch Usina Hidrelétrica de Salto Santiago bzw. UHE Salto Santiago) ist das dritte der fünf großen Wasserkraftwerke des Rio Iguaçu. Es liegt auf der Grenze zwischen den Munizipien Saudade do Iguaçu und Rio Bonito do Iguaçu etwa 40 km südwestlich von Laranjeiras do Sul im Bundesstaat Paraná.

## Absperrbauwerk
Das Absperrbauwerk besteht aus einem Staudamm mit einer Länge von 1.400 m und einer maximalen Höhe von 106 m. Die Dammkrone liegt auf einer Höhe von 489 m über dem Meeresspiegel.

## Stausee
Der Stausee erstreckt sich über eine Fläche von rund 208 km².

## Kraftwerk
Das Wasserkraftwerk Salto Santiago verfügt mit 4 Francis-Turbinen über eine installierte Leistung von 1.420 MW. Es ist im Besitz von Engie Brasil. Die erste Maschine wurde am 31. Dezember 1980 in Betrieb genommen, die letzte am 16. September 1982.